# Corning (Ohio)
Pour les articles homonymes, voir Corning.
Corning est un village américain situé dans le comté de Perry, dans l'Ohio. Selon le recensement de 2010, sa population est de 583 habitants.